# Sant Feliç de Leraç
Sant Feliç de Leraç (en francès Saint-Félix-de-l'Héras) és un municipi occità del Llenguadoc, situat al departament de l'Erau, a la regió d'Occitània.